# موچا
موچا (به مجاری:  Mocsa) یک شهرداری در مجارستان است که در ناحیه کوماروم واقع شده‌است. موچا ۶۷٫۲۲ کیلومتر مربع مساحت و ۲٬۳۱۵ نفر جمعیت دارد.